# 莱塔讷
莱塔讷（法語：Létanne，法語發音：[letan]）是法国大東部大區阿登省的一个市镇，属于色当区。

## 地理
莱塔讷（49°32'40"N, 5°4'52"E）面积7.5 平方千米，位于法国大東部大區阿登省，该省份为法国北部内陆省份，西接埃纳省，南至马恩省，东临默兹省，北与比利时接壤。
与莱塔讷接壤的市镇（或旧市镇、城区）包括：阿戈讷地区博蒙、默兹河畔拉讷维尔、默兹河畔普伊、穆宗。

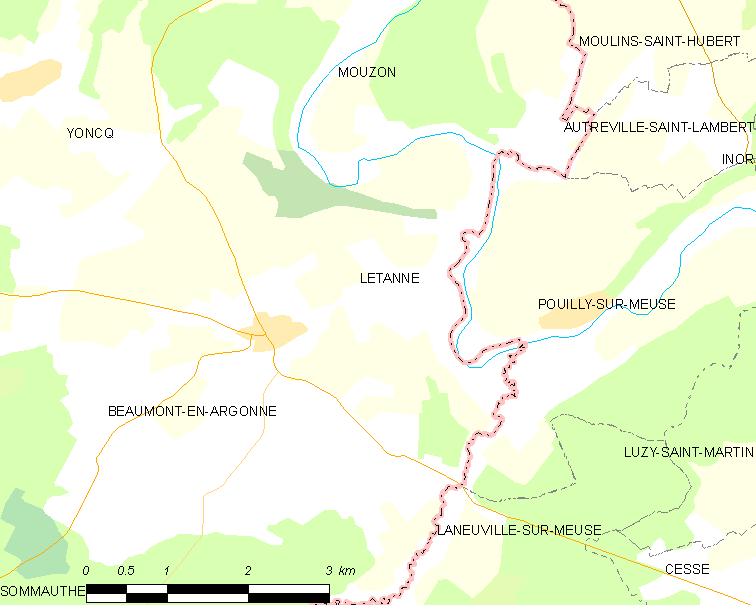
莱塔讷的OSM定位图

莱塔讷的时区为UTC+01:00、UTC+02:00（夏令时）。

## 行政
莱塔讷的邮政编码为08210，INSEE市镇编码为08252。

## 政治
莱塔讷所属的省级选区为卡里尼昂县。

## 人口

1962-2008年间莱塔讷人口变化图示

莱塔讷于2022年1月1日时的人口数量为110人。